# Mamadou Diabaté (balafoniste)
Pour les articles homonymes, voir Diabaté.
Ne doit pas être confondu avec Mamadou Diabaté (koriste).
Mamadou Diabaté, né le 31 décembre 1973 à Torosso au Burkina Faso, est un musicien et compositeur burkinabé. Son instrument principal est le balafon (un xylophone ouest-africain).

## Biographie
Mamadou Diabate est le descendant d'une famille de musiciens Sambla du Burkina Faso. À l'âge de cinq ans, il reçoit des leçons de musique de son père, Penegue Diabate, qui était bien connu à son époque en tant que joueur de balafon bien au-delà des frontières de la culture Sambla. À l'âge de huit ans, il commence sa formation auprès de balafonistes connus de peuples voisins tels que Daouda Diabate († 2018).
Depuis 2000, il vit à Vienne (Autriche). Il est fondateur et directeur du groupe "Percussion Mania" existant depuis 2006. Il est également fondateur et président de l'organisation à but non lucratif Sababu, qui dirige depuis 2010 une école primaire à Sababu à Bobo Dioulasso (Burkina Faso). Depuis 2016, il participe à un projet linguistique de Laura McPherson au Dartmouth College (États-Unis).
Il a joué dans des festivals renommés à travers le monde, notamment le Festival de Rudolstadt (de), Festival de Salzbourg, Ice Music Festival (en), Rainforest World Music Festival (en), Festival sur le Niger de Ségou, Jazz à Ouaga, Jazz à Carthage, Africajarc, Triangle du balafon, WOMAD .
Il publie de nombreux albums. (Son album solo Keneya est le premier disque au monde à comporter de la musique traditionnelle Sambla. En raison de ses harmonies et de ses rythmes, cette musique sonne comme du blues et se distingue par son système complexe de substitution de la parole, dans lequel les mots de la langue Sambla sont traduits en musique.)

## Honneurs
- 2016: Chevalier de l'ordre national du Burkina Faso[5]

- 2012: "Grand Prix" avec son groupe Percussion Mania et "Prix de la Virtuosité" pour son balafon du Festival Triangle du balafon au Mali [6]

- 2011: Lauréat du "Austrian World Music Award" avec son groupe Percussion Mania [7]
- 1998: Premier prix de la Semaine nationale de la culture (SNC) au Burkina Faso avec son groupe Landaya
- 1988: Premier prix de la Semaine nationale de la culture (SNC) au Burkina Faso dans le groupe de son père

## Discographie
- 2001: Sababu Man Dogo
- 2002, 2019: Keneya
- 2003: Sira Fila
- 2005: Folikelaw
- 2008: Kamalenya
- 2009: Sambla Fadenya: The Art of Sadama Diabate (Musique authentique du peuple Sambla)
- 2009: Tusia Fadenya: The Art of Daouda Diabate (Musique authentique du peuple Toussian)
- 2010, 2019: Fenba
- 2011: Kanuya
- 2012: Mutua
- 2014: Masaba Kan
- 2015: Barokan
- 2016: Douba Foli: Noir et Blanc
- 2019: Nakan [8].
- 2021: Seengwa